# 1736 у науці
У 1736 році в науці й техніці відбулися такі важливі події.

## Ботаніка
- Шарль Марі де Ла Кондамін, разом з Франсуа Фресно Гатодером проводить перші наукові спостереження за каучуком в Еквадорі.[1]

## Науки про Землю
- 19 червня — експедиція Французької академії наук під керівництвом П’єра Луї Мопертюї разом з Андерсом Цельсієм починає роботу з вимірювання дуги меридіана в долині Торне у Фінляндії.[2]

## Математика
- 8 червня — Леонард Ейлер пише Джеймсу Стірлінгу листа, в якому описує Формулу Ейлера — Маклорена, яка забезпечує зв’язок між інтегралом та численням.
- Леонард Ейлер надає перший опублікований доказ малої теореми Ферма.[3]
- Книга сера Ісаак Ньютона Метод флюксій (1671), в якій описується його метод диференціального числення, вперше опубліковано (посмертно), а Томас Баєс публікує захист його логічних основ проти критики Джорджа Берклі (анонімно).[4]

## Медицина
- Початок 1736 року — «Громадський робочий і виправний будинок», який має стати лікарнею Белв’ю в Нью-Йорку готовий до заселення.[5][6]
- Жовтень —  лікарня округу Вінчестер, заснована  пребендарієм Алуредом Кларком, перша добровільна загальна лікарня в англійських провінціях.

## Нагороди
- Медаль Коплі: Джон Теофіл Дезаґульє.[7]

## Народились
- 19 січня — Джеймс Ватт (помер 1819), шотландський інженер-механік.[8]
- 25 січня — Жозеф-Луї Лагранж (помер 1813), математик, народжений у П’ємонті.
- 14 червня — Шарль Огюстен Кулон (помер 1806), французький фізик.
- 12 липня — Луї Лепек де Ла Клотюр  (помер 1804), французький епідеміолог.[9]
- 19 серпня — Ерланд Самуель Брінг (помер 1798), шведський математик.
- 3 листопада — Крістіан Брунінгс (помер 1805), нідерландський інженер-гідротехнік.
- Джон Арнольд (помер 1799), корнуоллський годинникар.
- Оноре Блан (помер 1801), французький зброяр.

## Померли
- 7 лютого — Стівен Ґрей (нар. 1666), британський фізик.
- 2 травня — Альберт Себа (нар. 1665), нідерландський зоолог і фармацевт.
- 16 вересня — Габріель Фаренгейт (нар. 1686), нідерландський фізик та інженер німецького походження
- 13 жовтня — Жорж Марешаль (нар. 1658), французький хірург.[10]